# Francuska Armia Wyzwolenia

Skrzyżowane francuskie flagi – symbol CFLN i Rządu Tymczasowego

Krzyż Lotaryński – symbol Wolnej Francji i Francji Walczącej, w AFL używany wyłącznie przez jednostki wywodzące się z FFL i FFI

Francuska Armia Wyzwolenia (L'Armée française de la Libération; AFL) – nazwa Francuskich Sił Zbrojnych w końcowym okresie II wojny światowej.
Powstała w 1943, w wyniku połączenia Sił Wolnych Francuzów i Armii Afryki, części Armii Rozejmowej, która po rozwiązaniu wojsk Vichy podporządkowała się gen. Henri Giraud.  W 1944 włączono do niej Francuskie Siły Wewnętrzne – podziemną organizację militarną jednoczącą w sobie wszystkie ruchy oporu w okupowanym kraju.

## Odtworzenie Francuskich Sił Zbrojnych

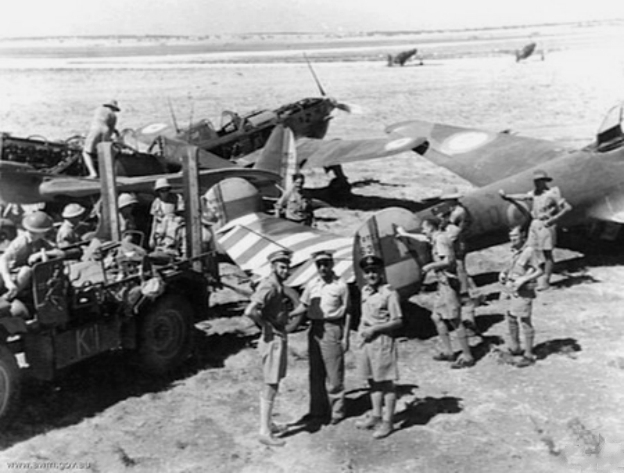
Lotnictwo Armii Rozejmowej w Syrii

W wyniku rozejmu w Compiègne Francuskim Siłom Zbrojnym podlegającego nowo powstałemu Państwu Francuskiemu Marsz. Philippe’a Pétaina zostały narzucone liczne ograniczenia:
- Wojska Lądowe składać mogły się jedynie z 100 tys. żołnierzy w metropolii pozbawionych czołgów, broni przeciwpancernej i przeciwlotniczej oraz artylerii powyżej kalibru 75 mm (do 500 tys. żołnierzy uzbrojonych w zakazane w Europie rodzaje broni liczyły wszystkie siły kolonialne[1])
- Wojska Lotnicze ograniczono do 80 tys. żołnierzy
- Marynarka Narodowa mogła liczyć jedynie 65 tys. ludzi
- Żandarmeria Narodowa zachowała swoje przedwojenne zadanie pełnienia służby policyjnej na prowincji (istniała zarówno w sterefie okupowanej jak i w wolnej

Na czele wojsk „Francji Vichy” nazywanych Armią Rozejmową stali kolejno gen. Maxime Weygand (1940–1941), gen. Charles Huntziger (1941) i adm. François Darlan (1942).

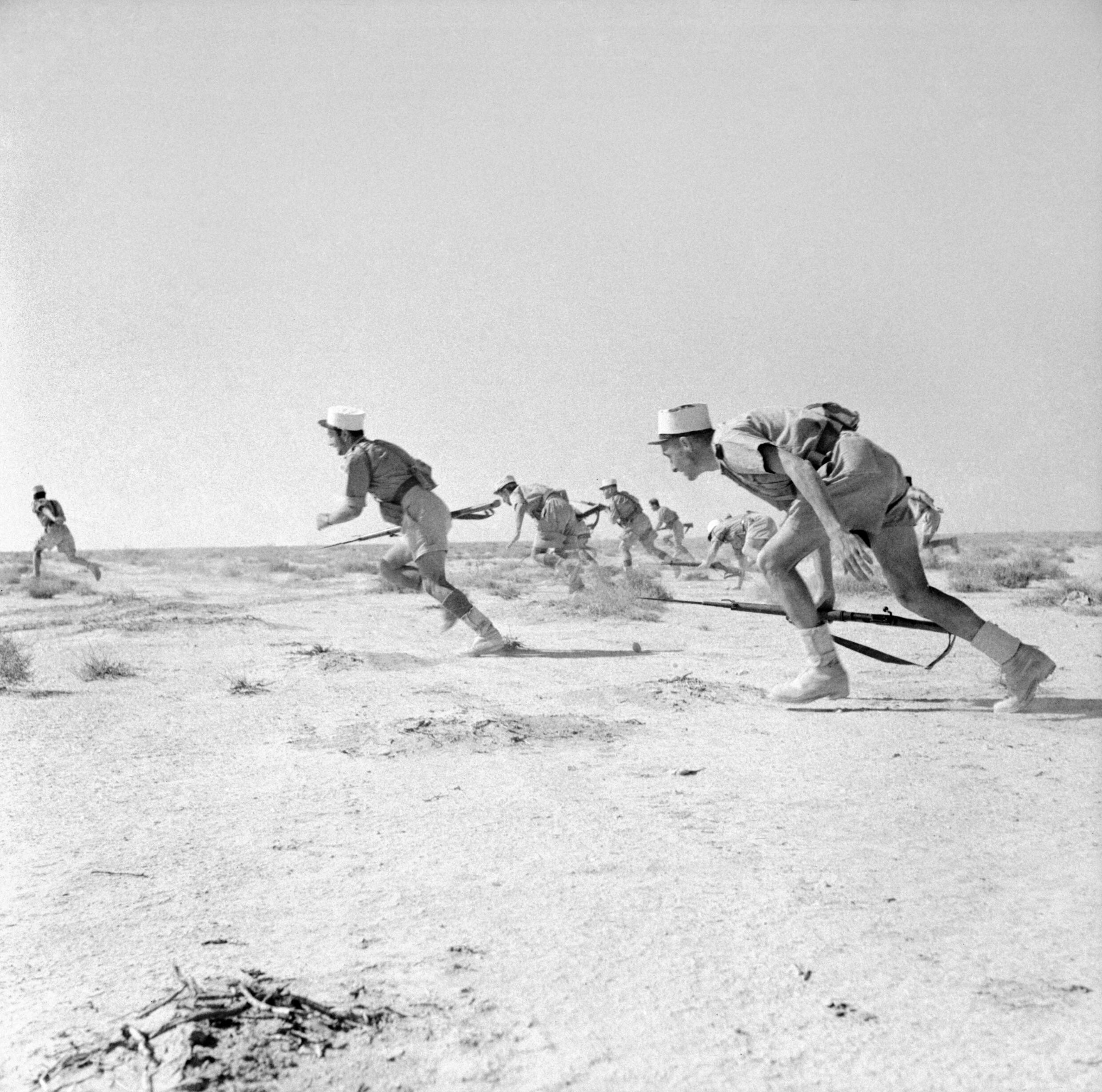
Żołnierze Legii Cudzoziemskiej FFL w czasie walk o Bir Hakeim

1 lipca 1940, na bazie żołnierzy francuskich ewakuowanych z Francji i Norwegii do Wielkiej Brytanii oraz cywili, którzy przepłynęli Kanał La Manche utworzone zostały Siły Wolnych Francuzów (FFL) – armia Komitetu Wolnej Francji gen. Charles’a de Gaulle’a. Składały się z trzech podstawowych rodzajów sił zbrojnych:
- Siły Lądowe (nie posiadały własnej nazwy wyróżniającej)
- Siły Lotnicze Wolnych Francuzów – gen. Martial Valin
- Siły Morskie Wolnych Francuzów – wadm. Émile Muselier
- Żandarmeria

Lotnictwo FFL swój chrzest bojowy przeszło w czasie bitwy o Brytanię latem 1940, jesienią tego samego roku wojska lądowe i flota Wolnych Francuzów wylądowały w Gabonie wyzwalając go spod władzy rządu Vichy (nie powiodła się próba zdobycia Dakaru). W toku działań wojennych wzmocnione czarnoskórą ludnością kolonialną FFL wzięły u boku żołnierzy brytyjskich udział w walkach w Libii, pod Keren oraz w Syrii i Libanie. Wywiad Wolnej Francji prowadził także działania sabotażowo-wywiadowcze w okupowanym kraju.

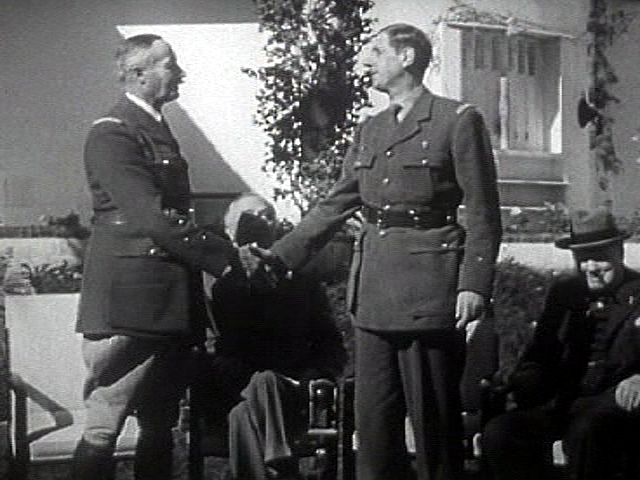
Spotkanie gen Charles’a de Gaulle’a z gen. Henri Giraud na konferencji w Casablance

W listopadzie 1942 US Army i Brytyjskie Siły Zbrojne wylądowały w Algierii i Maroku Francuskim. W wyniku działań gen. Marka Clarka i gen. Henri Giraud, popularnego dowódcy francuskiego który uciekł z Twierdza Königstein, adm. Darlan skapitulował a Armia Afryki przeszła na stronę Aliantów. Decyzja ta poskutkowała rozpoczęciem przez Niemców i Włochów okupacji „wolnej strefy” oraz rozwiązaniem Armii Rozejmowej (oprócz żandarmerii).
Na początku 1943, w czasie kampanii tunezyjskiej po stronie Aliantów walczyły dwie armie francuskie: FFL gen. de Gaulle’a mające wsparcie brytyjskie i Armia Afryki wierna wspieranemu przez Amerykanów gen. Giraud. 3 czerwca 1943 skłóceni generałowie osiągnęli porozumienie tworząc Francuski Komitet Wyzwolenia Narodowego (CFLN), na którego czele stanęli (Giraud został jednocześnie szefem Komitetu Obrony Narodowej przekształconego w 1944 w Sztab Generalny). Uznanie CFLN przez Krajową Radę Oporu w okupowanym kraju i połączenie 1 sierpnia FFL i Armii Afryki we Francuską Armię Wyzwolenia poskutkowało zastąpieniem „Wolnej Francji” (France Libre) terminem „Francja Walcząca” (France Combattante).

## Organizacja AFL

### Sztab Generalny Obrony Narodowej
Szefowie Sztabu:
- gen. Henri Giraud – od 1943 do 1944 (początkowo jako szef Komitetu Obrony Narodowej)
- gen. Alphonse Juin – od 1944 do końca wojny (na czele sztabu armii francuskiej pozostał do 1947)[4]

### Skład i liczebność
AFL była jedną z największych armii Koalicji Antyhitlerowskiej, w końcowym okresie wojny liczyła ok. 1 300 000 żołnierzy służących w czterech rodzajach sił zbrojnych:
- Armia Lądowa (w tym wojska kolonialne)
- Armia Lotnicza
- Marynarka Narodowa
- Żandarmeria Narodowa

Po wyzwoleniu większości ziem Francji kontynentalnej nastąpiło połączenie zjednoczonego zjednoczonego Ruchu Oporu z wojskami regularnymi, do których zaciągnęło się ok. 114-137 tys. bojowników Francuskich Sił Wewnętrznych (w szczytowym momencie liczyły ok. 400-500 tys. ludzi). Na pierwszej linii zastępowali oni głównie żołnierzy czarnoskórych wycofanych na tyły lub odesłanych do kolonii.
Pod koniec lata 1944 Francuska Partia Komunistyczna poleciła płk Pierre’owi Georges’owi ps. „Fabien”, byłemu komendantowi FFI w XIII Dzielnicy Paryża, sformowanie ze swoich podkomendnych – byłych bojowników FTP-FFI z Île-de-France samodzielnej jednostki wojskowej będącej zalążkiem „armii ludowej”. Dowództwo AFL początkowo nie czyniło problemów płk „Fabienowi” w formowaniu Grupy Bojowej „Lotaryngia”, dopiero z czasem starano się zintegrować ją z 1 Armią Francuską. Po śmierci „Fabiena” jego oddział został przeformowany w 151 Pułk Piechoty i włączony w skład 2 Marokańskiej Dywizji Piechoty.
Oprócz Francuzów z metropolii i kolonii w szeregach AFL walczyło także ponad 2000 hiszpańskich emigrantów (Czadyjski Pułk Marszowy 2 DPanc. oraz 18 batalion hiszpański Brygady Marsouin), ok. 2500 Polaków (19 i 29 zgrupowania 208 Pułku Pionierów Północnoafrykańskich), którzy odmówili wstąpienia do Polskich Sił Zbrojnych, Legii Cudzoziemskiej lub przyjęcia obywatelstwa Republiki, a także nieznana liczba zagranicznych jeńców wojennych (1 Pułk Artylerii Kolonialnej Brygady Baluze).

### Dystynkcje w Armiach Lądowej i Lotniczej
| Nazwa stopnia | Wojska lądowe i lotnictwo | Strzelcy górscy i kawaleria |
| --- | ------------------------- | --------------------------- |
| Generał armii (Général d'armée)                                                                                            |                           |                             |
| Generał korpusu armii (Général de corps d'armée)                                                                           |                           |                             |
| Generał dywizji (Général de division)                                                                                      |                           |                             |
| Generał brygady (Général de brigade)                                                                                       |                           |                             |
| Pułkownik (Colonel) |                           |                             |
| Podpułkownik (Lieutenant-colonel)                                                                                          |                           |                             |
| Major (Commandant/Chef de bataillon/Chef d'escadron)                                                                       |                           |                             |
| Kapitan (Capitaine) |                           |                             |
| Porucznik (Lieutenant) |                           |                             |
| Podporucznik (Sous-lieutenant)                                                                                             |                           |                             |
| Aspirant (Aspirant) |                           |                             |
| Starszy chorąży (Adjudant-chef)                                                                                            |                           |                             |
| Chorąży (Adjudant) |                           |                             |
| Starszy sierżant/Starszy wachmistrz (Sergent-chef/Maréchal des logis-chef)                                                 |                           |                             |
| Sierżant/Wachmistrz zawodowy (Sergent/Maréchal des logis carrière)                                                         |                           |                             |
| Sierżant/Wachmistrz poborowy (Sergent/Maréchal des logis appelé)                                                           |                           |                             |
| Starszy kapral/Starszy brygadier (Caporal-chef/Brigadier-chef)                                                             |                           |                             |
| Kapral/Brygadier (Caporal/Brigadier)                                                                                       |                           |                             |
| Starszy szeregowy/Starszy lotnik/Starszy szaser/Starszy kirasjer (Soldat /Aviateur/Chasseur/Cuirassier de première classe) |                           |                             |
| Szeregowy/Lotnik/Szaser/Kirasjer (Soldat /Aviateur/Chasseur/Cuirassier de deuxième classe)                                 | brak oznaczenia           | brak oznaczenia             |

### Dystynkcje w Marynarce Narodowej
| Nazwa stopnia                                              | Dystynkcja      |
| ---------------------------------------------------------- | --------------- |
| Admirał (Amiral)                                           |                 |
| Admirał floty (Vice-amiral d'escadre)                      |                 |
| Wiceadmirał (Vice-amiral)                                  |                 |
| Kontradmirał (Contre-amiral)                               |                 |
| Komandor (Capitaine de vaisseau)                           |                 |
| Komandor porucznik (Capitaine de frégate)                  |                 |
| Komandor podporucznik (Capitaine de corvette)              |                 |
| Kapitan marynarki (Lieutenant de vaisseau)                 |                 |
| Porucznik marynarki (Enseigne de vaisseau de 1re classe)   |                 |
| Podporucznik marynarki (Enseigne de vaisseau de 2e classe) |                 |
| Aspirant (Aspirant)                                        |                 |
| Bosman sztabowy (Maître principal)                         |                 |
| Starszy bosman (Premier maître)                            |                 |
| Bosman (Maître)                                            |                 |
| Bosmanmat (Second maître)                                  |                 |
| Starszy mat (Quartier maître de 1re classe)                |                 |
| Mat (Quartier-maître de 2e classe)                         |                 |
| Starszy marynarz (Matelot breveté)                         |                 |
| Marynarz (Matelot)                                         | brak oznaczenia |

### Dystynkcje w Żandarmerii Narodowej
| Nazwa stopnia                                    | Żandarmeria departamentalna i lotnicza | Żandarmeria mobilna i Straż Republikańska |
| ------------------------------------------------ | -------------------------------------- | ----------------------------------------- |
| Generał armii (Général d'armée.svg)              |                                        |                                           |
| Generał korpusu armii (Général de corps d'armée) |                                        |                                           |
| Generał dywizji (Général de division)            |                                        |                                           |
| Generał brygady (Général de brigade)             |                                        |                                           |
| Pułkownik (Colonel)                              |                                        |                                           |
| Podpułkownik (Lieutenant-colonel)                |                                        |                                           |
| Major (Commandant)                               |                                        |                                           |
| kapitan (Capitaine)                              |                                        |                                           |
| Porucznik (Lieutenant)                           |                                        |                                           |
| Podporucznik (Sous-lieutenant)                   |                                        |                                           |
| Aspirant (Aspirant)                              |                                        |                                           |
| Starszy chorąży (Adjudant-chef)                  |                                        |                                           |
| Chorąży (Adjudant)                               |                                        |                                           |
| Wachmistrz (Maréchal des logis-chef)             |                                        |                                           |
| Żandarm (Gendarme)                               |                                        |                                           |

### Marszałkowie Francji

Oznaczenie mundurowe honorowego tytułu Marszałka Francji

Po zakończeniu II wojny światowej, za zasługi okazane w czasie konfliktu, czterech generałów Francuskiej Armii Wyzwolenia otrzymało honorowy tytuł Marszałka Francji:
- Jean de Lattre de Tassigny (pośmiertnie w 1952) – dowódca 1 Armii Francuskiej „Ren i Dunaj”
- Philippe Leclerc de Hauteclocque (pośmiertnie w 1952) – dowódca 2 Dywizji Pancernej
- Alphonse Juin (w 1952) – dowódca Francuskiego Korpusu Ekspedycyjnego we Włoszech, następnie szef Sztabu Generalnego Obrony Narodowej
- Marie-Pierre Kœnig (pośmiertnie w 1984) – Komendant Krajowy Francuskich Sił Wewnętrznych, następnie wojskowy gubernator Paryża

Przyjęcia tytułu odmówił w 1946 ustępujący przewodniczący Rządu Tymczasowego gen. Charles de Gaulle.

## Działania zbrojne

### Kampania Włoska
Część żołnierzy francuskich wzięła udział w brytyjsko-amerykańskim desancie na Sycylię latem 1943. 19 listopada 1943 skierowane w rejon Neapolu cztery dywizje piechoty i trzy grupy taborowe AFL przyjęły nazwę Francuskiego Korpusu Ekspedycyjnego (CAF), do Włoch wysłano także francuskie lotnictwo. Komendę nad podlegającym amerykańskiej 5 Armii z 15 Grupy Armii Marsz. Harolda Alexandra Korpusem Ekspedycyjnym otrzymał gen. Alphonse Juin, cieszący się poważaniem rodaków i sojuszników były dowódca Armii Afryki.
Na Półwyspie Apenińskim CAF został skierowany pod Monte Cassino, a następnie nad Garigliano, do walk o przełamanie Linii Gustawa. W czasie bitwy żołnierze CAF wyróżnili się heroiczną odwagą i patriotyzmem. Czarną kartę w dziejach Korpusu zapisali arabscy i berberscy goumierzy dopuszczający się licznych gwałtów zarówno na kobietach jak i mężczyznach. Mimo licznych doniesień o zbrodniach popełnionych przez goumierów, wojskowy sąd polowy skazał jedynie 15 żełnierzy na karę śmierci oraz 54 na kary ciężkich robót i więzień. Nie jest znana liczba żołnierzy rozstrzelanych za gwałty, morderstwa i grabieże bez wyroku. Latem 1944 żołnierze francuscy wzięli udział w desancie na Elbę.
CEF został wycofany z frontu w lipcu 1944, w związku z przygotowaniami do desantu na południu Francji. Jego jednostki włączono do Armii B.

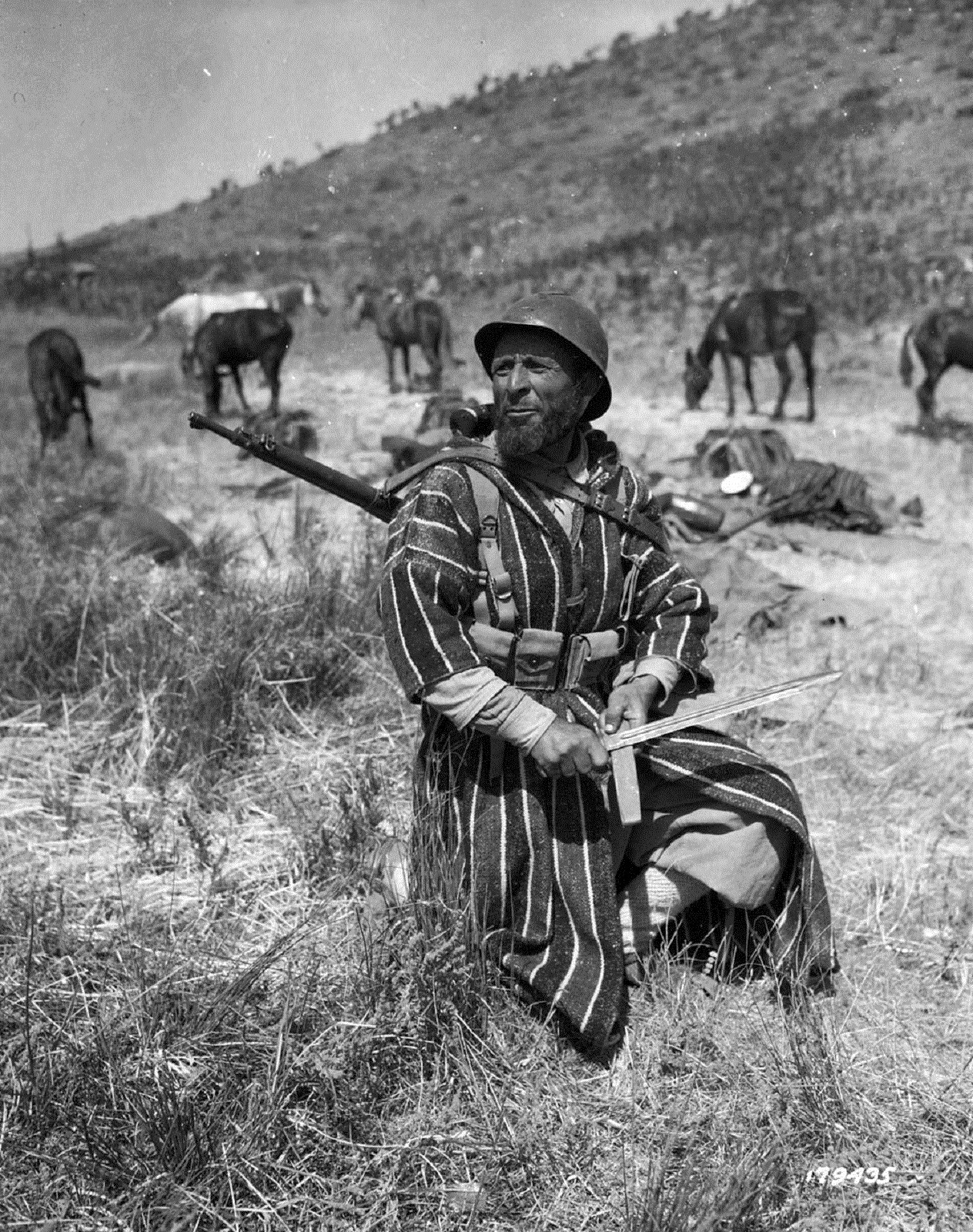
Marokański goumier w czasie walk pod Monte Cassino

### Korsyka
8 września 1943 wsparta przez brytyjskie i amerykańskie lotnictwo francuska Marynarka Narodowa przystąpiła do ataku na okupowaną Korsykę. Na wyspie wylądował desant I Korpusu Armijnego gen. Henry’ego Martina., który razem z żołnierzami włoskimi opanował ją w ciągu niecałego miesiąca. Był to pierwszy obszar Francji metropolitalnej wyzwolony spod okupacji Państw Osi.

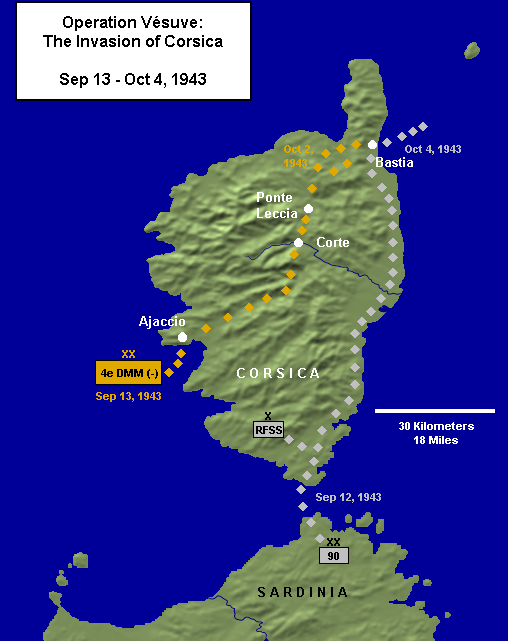
Wyzwolenie wyspy w dniach 8 września – 4 października 1943
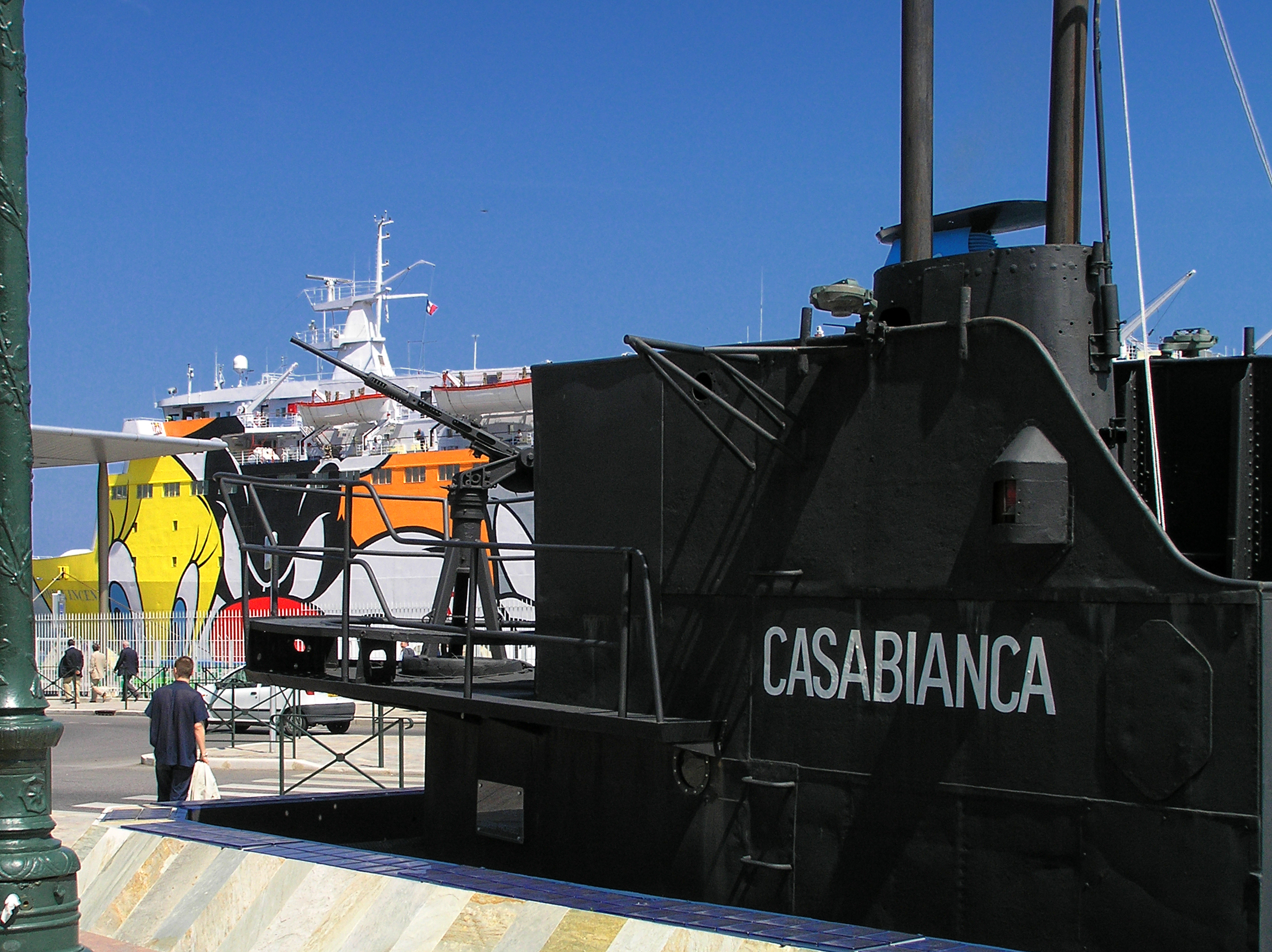
Okręt podwodny Casabianca

### Front Zachodni

#### D-Day (Jour-J)
W nocy z 5 na 6 czerwca 1944 BBC nadała serię komunikatów będących sygnałem dla Francuskich Sił Wewnętrznych (FFI) – zjednoczonego Ruchu Oporu o zbliżającym się desnacie wojsk alianckich w Normandii. 6 czerwca 1944 brytyjskie Specjalne Siły Powietrzne (SAS) zrzuciły w Bretanii 166 francuskich komandosów mających za zadanie wspomóc partyzantów w powstaniu na bezpośrednim zapleczu frontu. Francuskie lotnictwo i flota wspierały lądowania na plażach Omaha i Juno, wśród żołnierzy brytyjskich walczących na plaży Sword znalazł się 1 Batalion Komandosów Piechoty Morskiej (Commando Kieffer) skierowany następnie do działań nad Sekwaną.

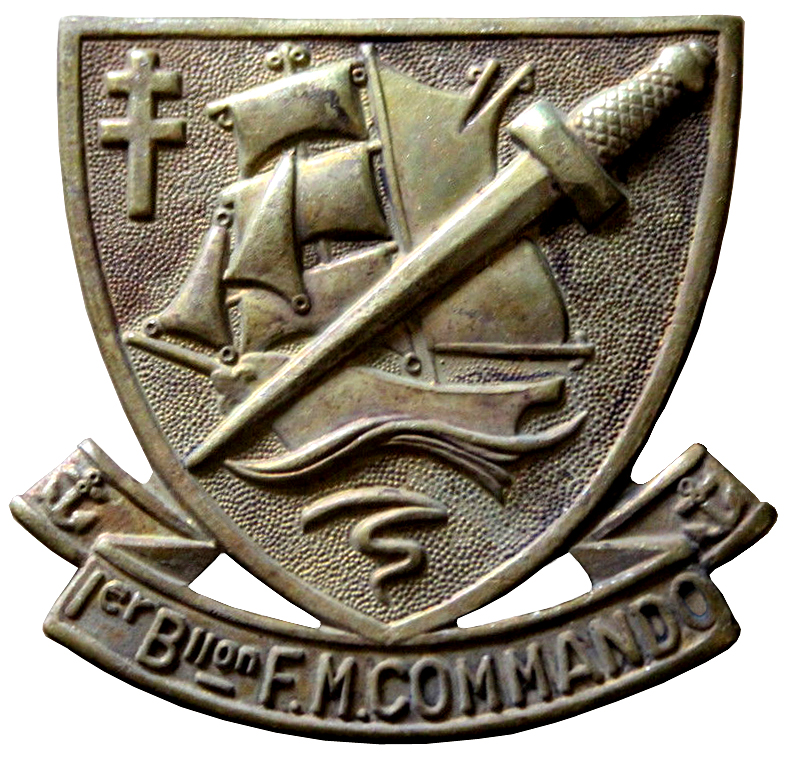
Noszona na berecie odznaka Commando Kieffer
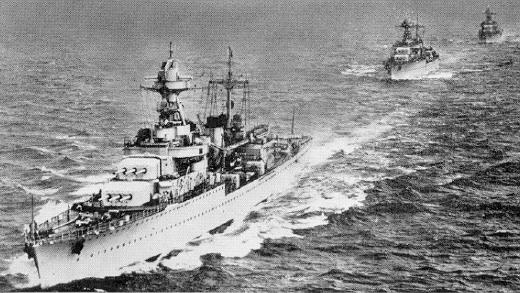
Krążownik Georges Leygues

#### Powstanie powszechne we Francji
1 sierpnia 1944, na plaży Utah, wylądowała 2  Dywizja Pancerna dowodzona przez gen. Philippe’a Leclerca de Hauteclocque. Została ona przetransportowana do Wielkiej Brytanii na kategoryczne żądanie gen. Charles’a de Gaulle’a domagającego się możliwości wyzwolenia Paryża przez żołnierzy francuskich. Po osiągnięciu Le Mans została ona skierowana (w ramach XV Korpusu amerykańskiej) do walk o zamknięcie kotła pod Falaise. 21 sierpnia, dwa dni po wybuchu powstania w stolicy kraju, Leclerc zlekceważył rozkazy dowództwa amerykańskiego nakazujące omijać Paryż wysyłając w jego rejon zwiadowców. Po otrzymaniu formalnej zgody od gen. Dwighta Eisenhowera 2 DPanc. weszła 24 sierpnia do ogarniętego powstaniem miasta, włączając się do walk u boku bojowników FFI wspartych następnego dnia także przez amerykańską 4 Dywizją Piechoty. 25 sierpnia słaby niemiecki garnizon Paryża skapitulował.
Jeszcze przed wyzwoleniem Paryża, 15 sierpnia 1944, na plażach Prowansji wylądował drugi desant Aliantów Zachodnich. W obok Amerykanów, Brytyjczyków i Kanadyjczyków swój udział w operacji wzięli także Francuzi – siły morskie, lotnicze, specjalne oraz wzmocniona wycofanymi z Włoch jednostkami Armia B gen. Jeana de Lattre de Tassigny, który desantem dowodził z polskiego statku pasażerskiego MS Batory. W 1942 był jednym z generałów Armii Rozejmowej, który przeciwstawił się rozkazowi niestawiania oporu Niemcom. W rejonie masywu Vercors zrzuceni zostali spadochroniarze z Batalion de Choc. Podporządkowani 6 Grupie Armii żołnierze francuscy razem z FFI wyzwolili min. Marsylię, Tulon i Lyon docierając w połowie września w rejon Wogezów.
Zdecydowana większość obszaru Francji kontynentalnej została w 1944 wyzwolona nie przez regularne siły alianckie (w tym francuskie) a konspiracyjno-partyzanckie Francuskie Siły Wewnętrzne.

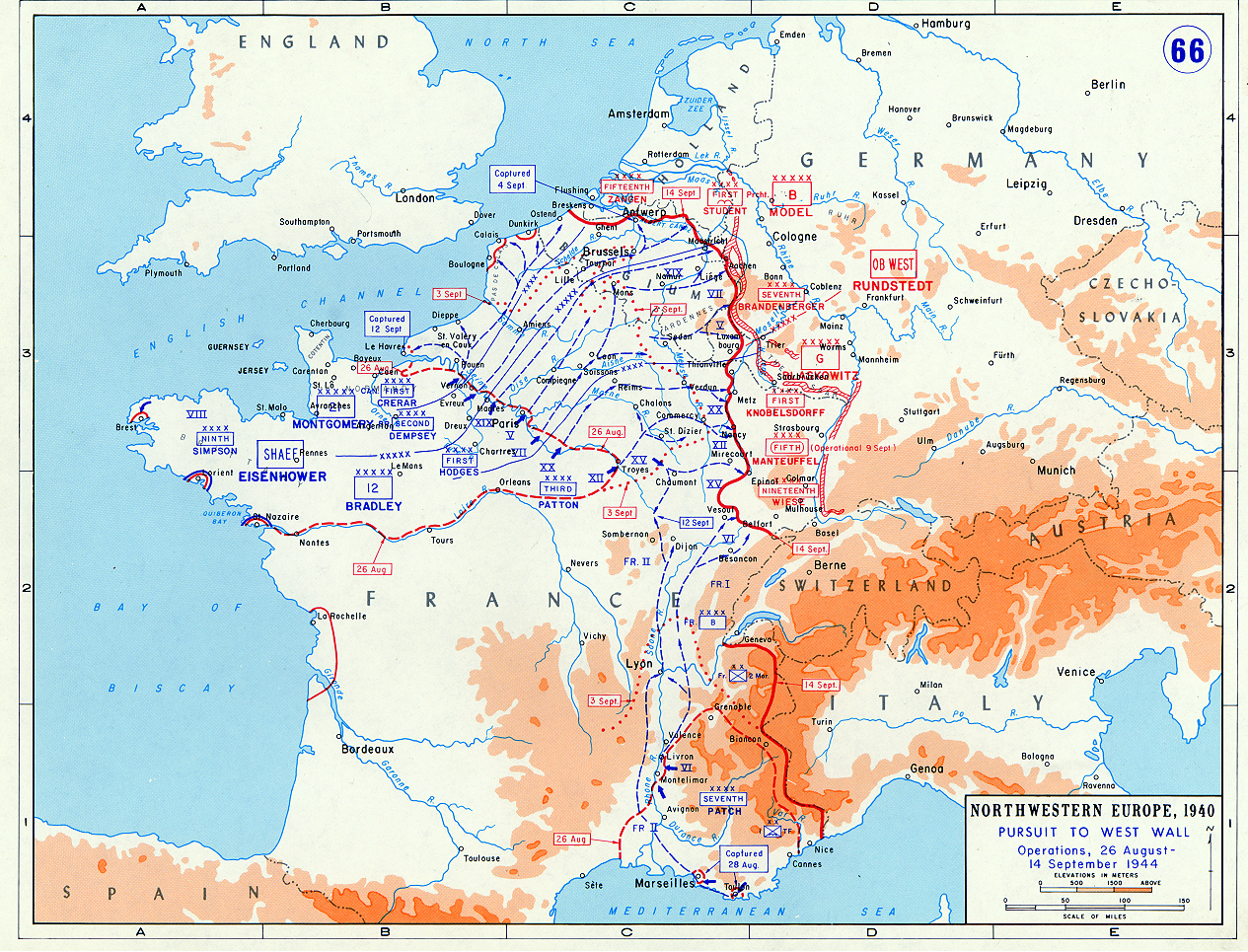
Żołnierze 2 Dywizji Pancernej pod Łukiem Triumfalnym w Paryżu

#### Alzacja i Lotaryngia
We wrześniu 1944 anektowane w 1940 Alzacja i część Lotaryngii były jednymi z części pozostawały pod kontrolą Niemców. Wyzwolenie włączonych do Rzeszy regionów stanowiących wieloletni spór francusko-niemiecki miało dla Rządu Tymczasowego ogromne znaczenie propagandowo-symboliczne. W składzie amerykańskiej 7 Armii do walki o Alzację włączyła się 2 DPanc. niszcząc pod Dompaire hitlerowską 112 Brygadę Pancerną, 23 listopada „Dywizja Leclerca” z marszu zdobyła Strasburg. Od strony silnie bronionych przez Niemców Wogezów do Alzacji podeszła Armia B (przemianowana na 1 Armię Francuską), 21 listopada 1 Korpus wyzwolił Miluzę.
1 stycznia 1945 rozpoczęła się operacja Nordwind –kontrofensywa Grupy Armii G mająca na celu odciążenie kontrofensywy ardeńskiej. Pierwotny plan Naczelnego Dowództwa Alianckich Sił Ekspedycyjnych polegał na  czasowym wycofaniu wojsk amerykańskich i francuskich z Alzacji, sprzeciwił się temu gen. de Gaulle. Przeciwko atakującym wojskom hitlerowskim gen. de Lattre de Tassigny wysłał obu armijne korpusy, słabe wyszkolenie uzupełnionej w końcu 1944 1 Armii pozwoliło Niemcom na dłuższe utrzymanie jednostek zamkniętych w kotle przez 1 Armię Francuską i 7 Armię Amerykańską. W czasie walk pod Colmar armii gen. de Lattre de Tassigny zostały czasowo podporządkowane 2 Dywizja Pancerna i 10 Dywizja Piechoty. Miasto zostało wyzwolone 2 lutego, sam kocioł utrzymał się jeszcze siedem dni.
Ostatnia zajmowana przez hitlerowców część Alzacji, między rzeką Moder a granicą francusko-niemiecką, została wyzwolona między 15 a 19 marca 1945.

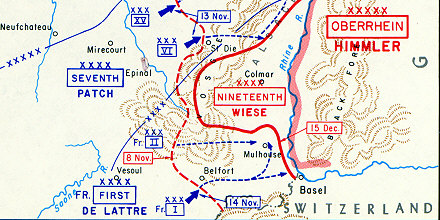
Walki w Alzacji w listopadzie i grudniu 1944
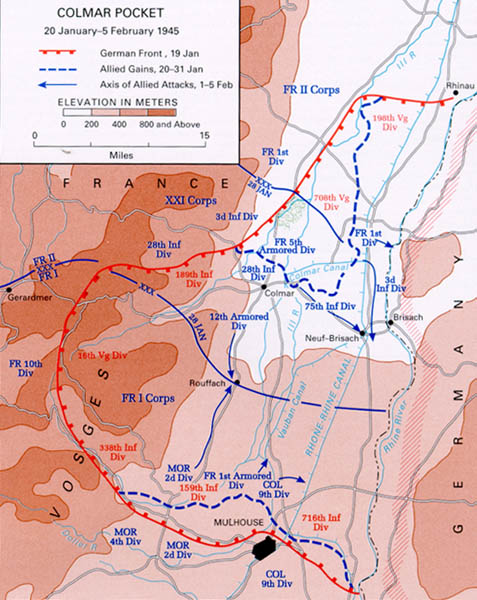
Walki nad Renem w styczniu i lutym 1945
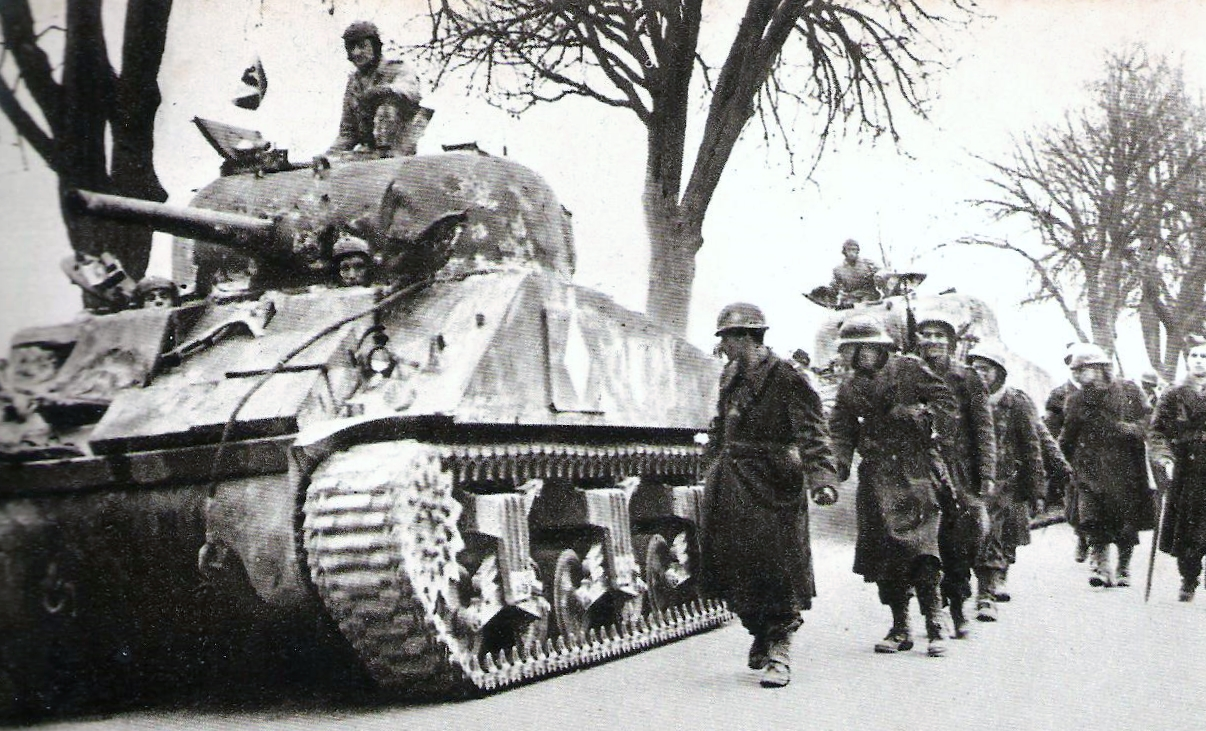
Żołnierze 1 Armii Francuskiej pod Colmar

#### Alpy
W czasie szybkiej ofensywy alianckiej w Prowansji oraz partyzanckim działaniom powstańczym część żołnierzy niemieckich udało się przedrzeć na przełęcze alpejskie, na granicy francusko-włoskiej, osłaniając tyły Grupy Armii C. Ze względu na surową zimę Oddziały Armii Alpejskiej, którą dowodził gen. Paul-André Doyen zastygła na utrwalonych w 1944 pozycjach. Brak wsparcia artyleryjskiego i środków logistycznych mocno osłabił francuską ofensywę. Ostatnie pozycje niemieckie na Małej Przełęczy św. Bernarda zajęte zostały dopiero 29 kwietnia 1945.

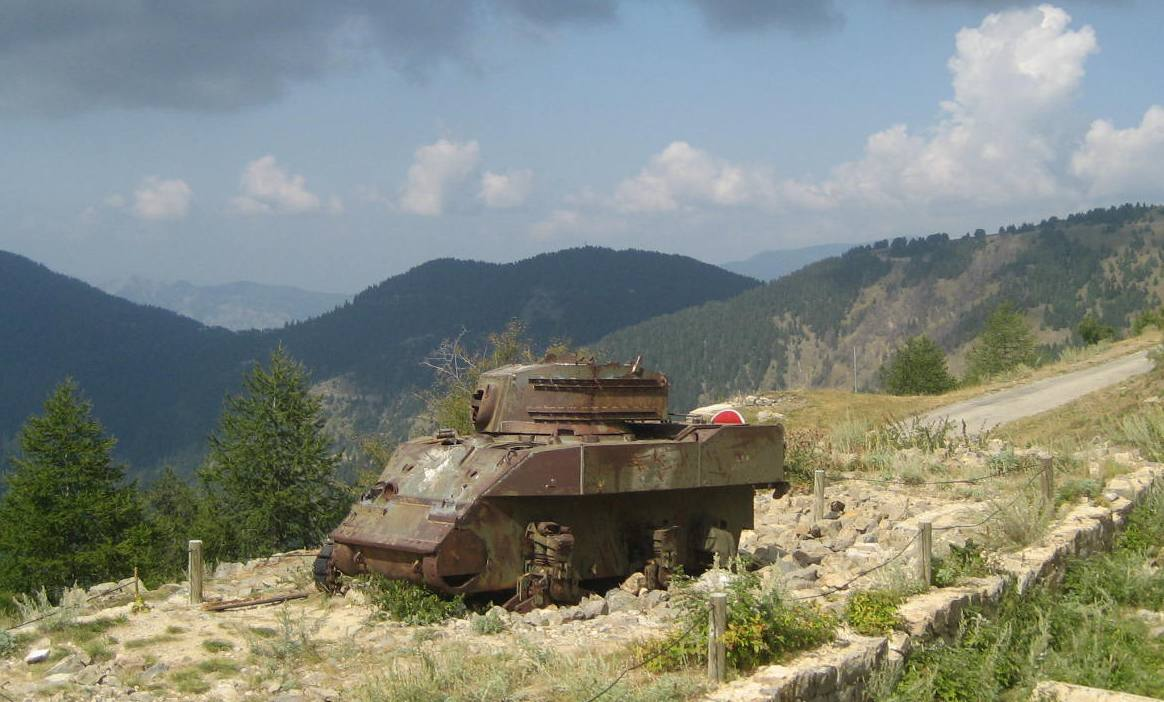
M5 Stuart zniszczony w walkach o przełęcz Col de Turini

#### Twierdze nad Atlantykiem
W końcu 1944, poza przedwojennymi granicami francusko-niemiecką i francusko-włoską, żołnierze niemieccy utrzymali się także w rejonie Dunkierki nad La Manche oraz nad Atlantykiem, w rejonie Saint-Nazaire, La Rochelle, Lorient, Rochefort i Royan. Zadanie ich opanowania otrzymały sformowane z ok. 65 tys. byłych bojowników FFI Francuskie Siły Zachodnie (Forces Françaises de l’Ouest) przemianowane później na Oddziały Armii Atlantyku (Détachement d'Armée de l’Atlantique), nad którą dowództwo objął gen. Edgard de Larminat. W ramach FFO działały takie jednostki jak Brygada Carnot z Médoc, Brygada Charles Martel spod St. Nazaire (późniejsza 25 Dywizja Piechoty Zmotoryzowanej) i 19 Dywizja Piechoty z Lorient.
W styczniu 1945 liczebność FFO wzrosła do 85 tys. żołnierzy. Ostateczne złamanie niemieckiego oporu nastąpiło dopiero w kwietniu i maju 1945, ostatni z hitlerowskich bastionów, Saint-Nazaire, skapitulował 11 maja.

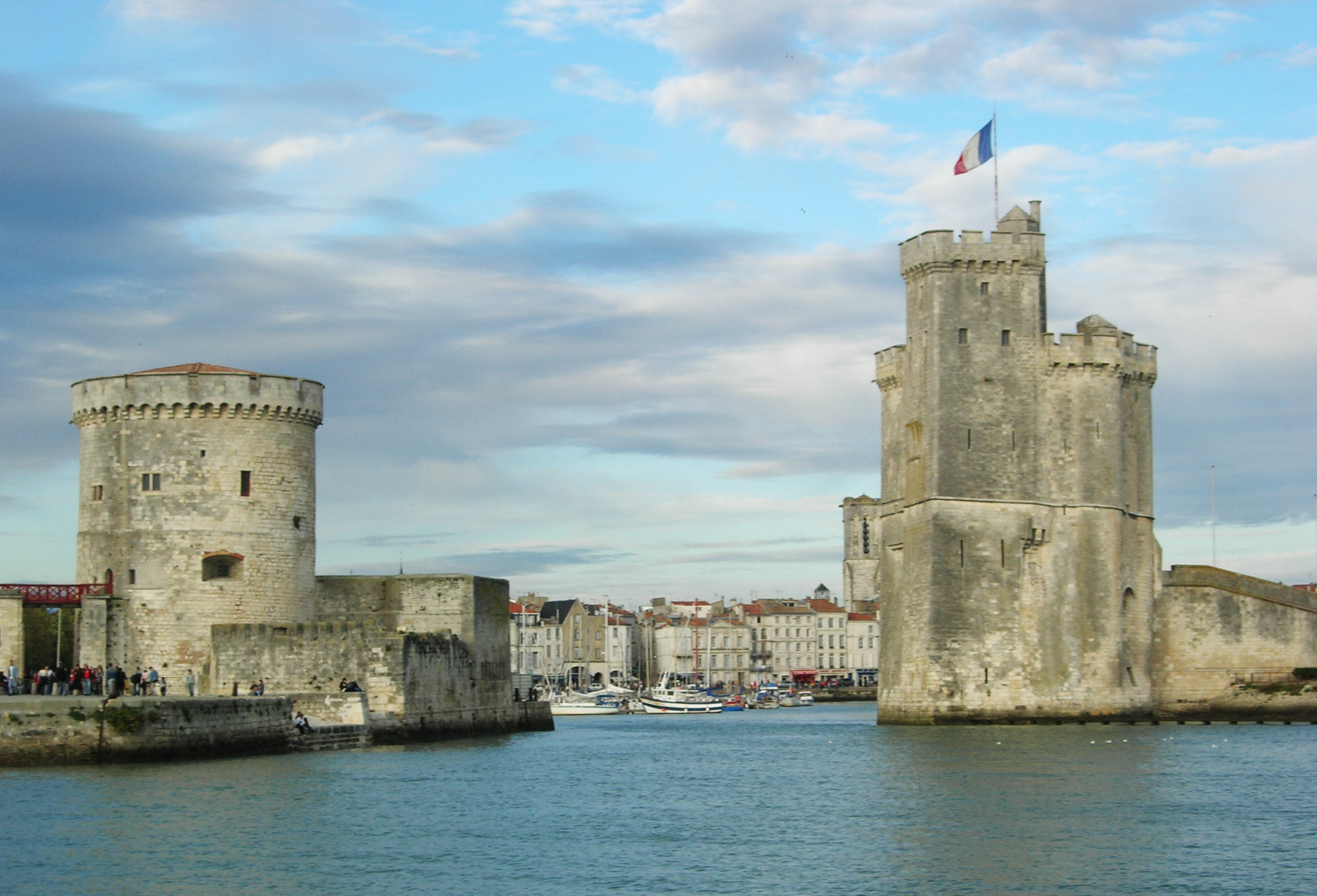
Port w La Rochelle

#### Niemcy
Po przełamaniu Linii Zygfryda działające osobno w składzie 6 Grupy Armii 1 Armia Francuska i 2 Dywizja Pancerna przystąpiły do kampanii zachodnioniemieckiej. Żołnierze korpusów gen. de Lattre de Tassigny wzięli udział w walkach w Badenii i Wirtembergii, Schwarzwaldzie, Vorarlbergu oraz w austriackim Tyrolu i Vorarlberg, kończąc w nim swój szlak bojowy. Dywizję gen. Leclerca skierowano do pościgu za wycofującymi się w stronę Alp resztkami Grupy Armii G, przez Szwabię i Bawarię, koniec wojny zastał ją w Berghof – kwaterze Adolfa Hitlera w rejonie Berchtesgaden.
Część z obszarów Niemiec i Austrii zajętych przez Francuską Armię Wyzwolenia były później przez nią okupowane. 8 maja 1945 gen. de Lattre de Tassigny w imieniu Republiki Francuskiej przyjął kapitulację III Rzeszy. 14 lipca 1945, w Święto Narodowe Francji, żołnierze 1 Armii Francuskiej, która za ciężkie walki w rejonie Colmar oraz udział w walkach w Niemczech otrzymała nazwę wyróżniającą „Ren i Dunaj”, przedefilowała przez Berliner Straße w zrujnowanej stolicy Niemiec przed grupką jej mieszkańców oraz dowódcami radzieckimi, amerykańskimi i brytyjskimi.

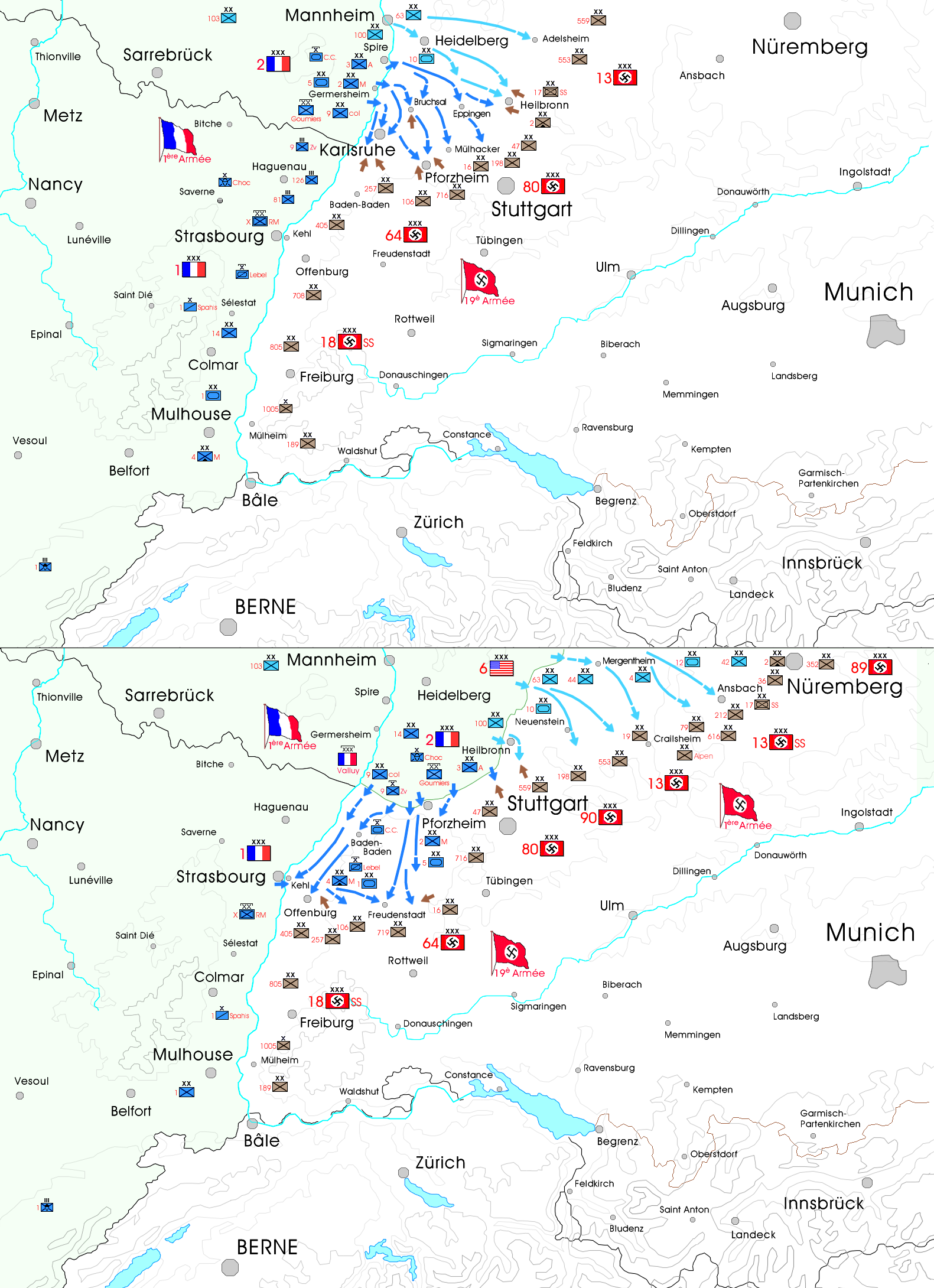
Walki w Niemczech między 31 marca a 19 kwietnia 1945
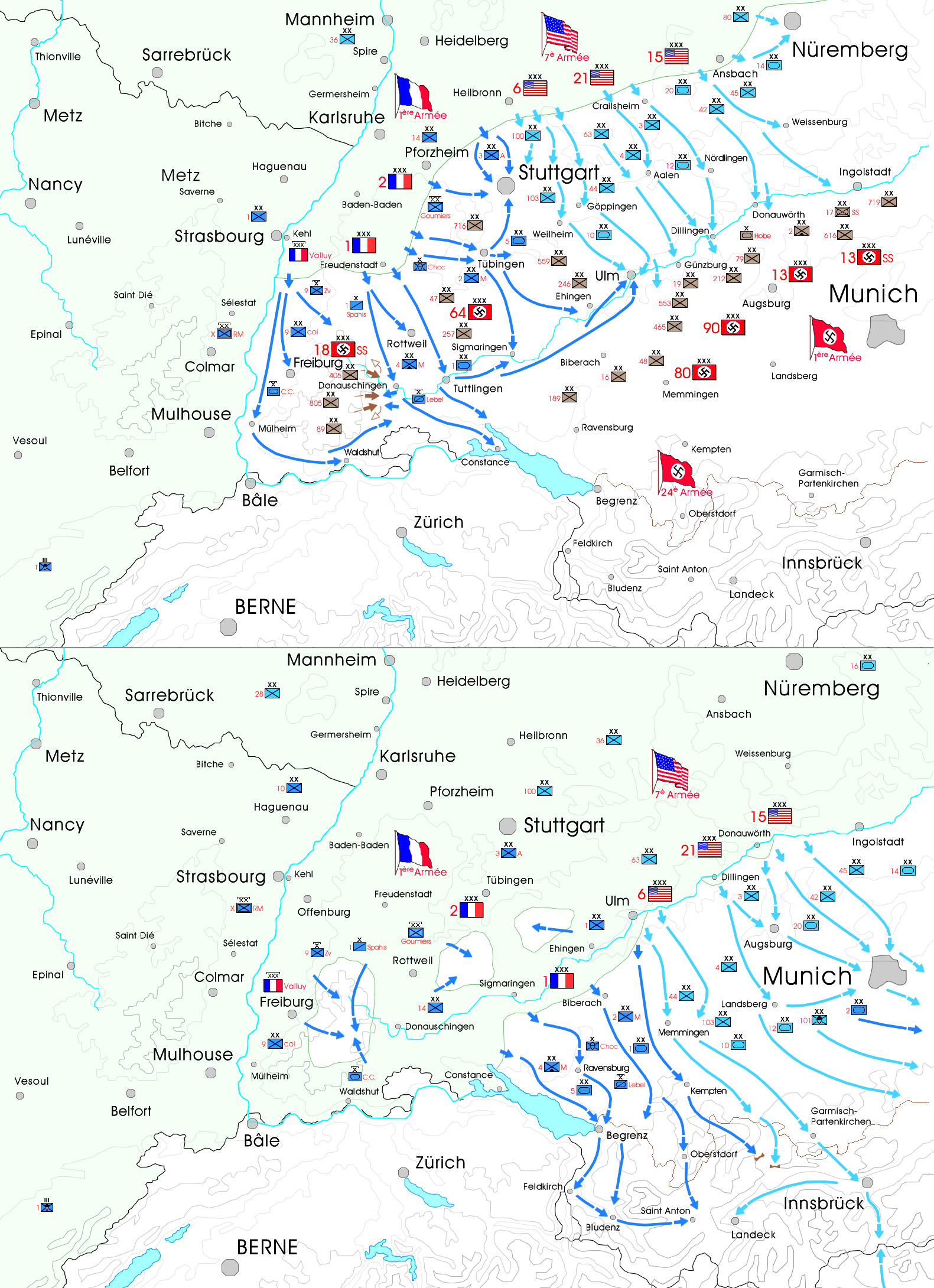
Walki w Niemczech i w Austrii między 20 kwietnia a 8 maja 1945
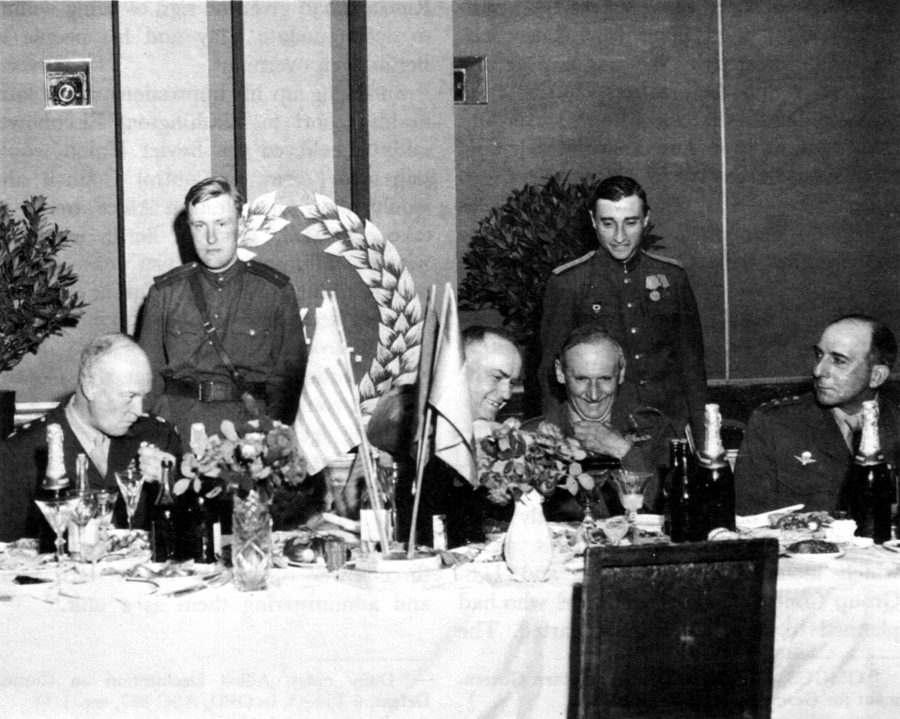
Przyjęcie kapitulacji III Rzeszy, gen. Jean de Lattre de Tassigny siedzi pierwszy z prawej

### Front Wschodni
25 listopada 1942, w wyniku porozumienia francusko-radzieckiego, w ZSRR sformowana została Grupa Myśliwska nr 3 „Normandia” – jednostka Sił Lotniczych Wolnych Francuzów podlegająca operacyjnie Armii Czerwonej, z własną kadrą dowódczą i radzieckim sprzętem. Powodem jej stworzenia była złożona gen. de Gaulle’owi propozycja gen. Martial Valin, aby żołnierze francuscy walczyli na wszystkich frontach II wojny światowej.
Francuscy piloci na froncie wschodnim walczyli w składzie radzieckiej 1 Armii Lotniczej, w bitwie kurskiej oraz operacjach smoleńskiej, Bagration, wschodniopruskiej (w tym w szturmie Königsberga) i pomorskiej. Rozwinięta do stanu pułku lotniczego jednostka za walki nad Niemnem otrzymała nazwę wyróżniająca „Normandia-Niemen”. Czterech pilotów pułku otrzymało od Sowietów tytuł Bohatera Związku Radzieckiego (w tym jeden pośmiertnie).

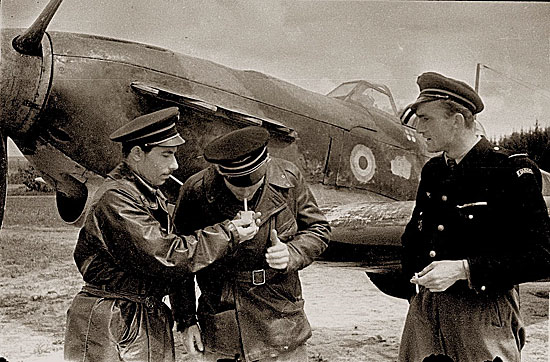
Piloci Pułku „Normandia-Niemen”

### Daleki Wschód
W 1943 w okupowanych przez Cesarstwo Wielkiej Japonii Indochinach Francuskich na wzór brytyjskich sił specjalnych sformowany został Lekki Korpus Interwencyjny (Corps Léger d'Intervention). Pod dowództwem gen. Rogera Blaizot prowadził działania partyzanckie na tyłach frontu. 25 lipca 1944 francuski pancernik Richelieu wziął udział w brytyjskiej operacji „Crimson” wymierzonej przeciwko Nippon Kaigun w Holenderskich Indiach Wschodnich.
W marcu 1945 Japończycy utworzyli w Indochinach Francuskich marionetkowe Cesarstwo Wietnamu, przeciwko któremu wystąpiła zarówno Việt Minh jak i CLI. 7 czerwca utworzony został Francuski Dalekowschodni Korpus Ekspedycyjny, którego dowództwo objął skierowany do kolonii z Europy gen. Leclerc. Kapitulacja Japonii 2 września 1945 nastąpiła w momencie, w którym francuski garnizon w kolonii był jeszcze słaby. Doprowadziło to do powstania wietnamskich partyzantów komunistycznych, wspieranych wcześniej przez Chiny i USA, oraz wybuchu I wojny indochińskiej.

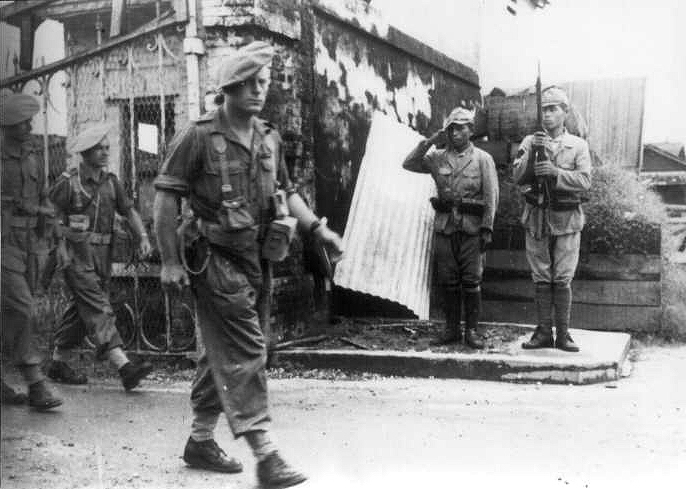
Komandosi CLI przyjmujący kapitulację Japończyków w 1945

## Okupacja Niemiec i Austrii
Po zakończeniu II wojny światowej Francuska Armia Wyzwolenia wróciła do tradycyjnej nazwy Francuskich Sił Zbrojnych. Wysłanie przez gen. de Gaulle’a gen. de Lattre de Tassigny do Berlina, gdzie przyjął on razem z Marsz. Gieorgijem Żukowem, gen. Carlem Andrew Spaatzem i Marsz. Arthurem Tedderem kapitulacji hitlerowskich Niemiec poskutkowała przyznaniem Francji strefy okupacyjnej w Niemczech i w Austrii.
Francuska strefa okupacyjna w Niemczech składała się z Saary (odłączonej ze strony jako protektorat przygotowywany do połączenia z Francją), Palatynatu, Badenii, Wirtembergii, Lindau, tereny na wschód od Renu, oraz berlińskie dzielnice Reinickendorf i Wedding. W Austrii Francuzi zarządzali Vorarlbergiem, Tyrolem, a także  6, 14, 15 i 16 dzielnicą Wiednia.